# حاملة الطائرات طراز 004
حاملة الطائرات طراز 004 هي حاملة طائرات عملاقة يجري تشييدها ضمن برنامج حاملات الطائرات التابع لبحرية جيش التحرير الشعبي الصيني والتي يجري بناؤها منذ عام 2024م، ستبصح أكبر حاملة طائرات تمتلكها البحرية الصينية والأولى التي تحتوي على دفع بحري نووي، وستتميز بنظام دفع كهربائي متكامل يسمح بتشغيل المجنقة الكهرومغناطيسية.
على عكس طراز فوجيان 003 التي يعمل بالطاقة التقليدية، ستكون طراز 004 أكبر بكثير، وستكون أيضًا أول حاملة طائرات صينية مزودة بنظام دفع بحري نووي. في عام 2017م، أملت الصين في إكمال حاملة الطائرات بحلول أواخر عام ٢٠٢٠م وأشارت إلى أنه قد يتم بناء ما يصل إلى أربع حاملات.